# Gmina Godów
Die Gmina Godów ist eine Landgemeinde im Powiat Wodzisławski der Woiwodschaft Schlesien in Polen. Ihr Sitz ist das gleichnamige Dorf (deutsch Godow) mit etwa 1950 Einwohnern.
Die Gemeinde gehört seit 2003 zur Euroregion Teschener Schlesien (Euroregion Śląsk Cieszyński).

## Geographie

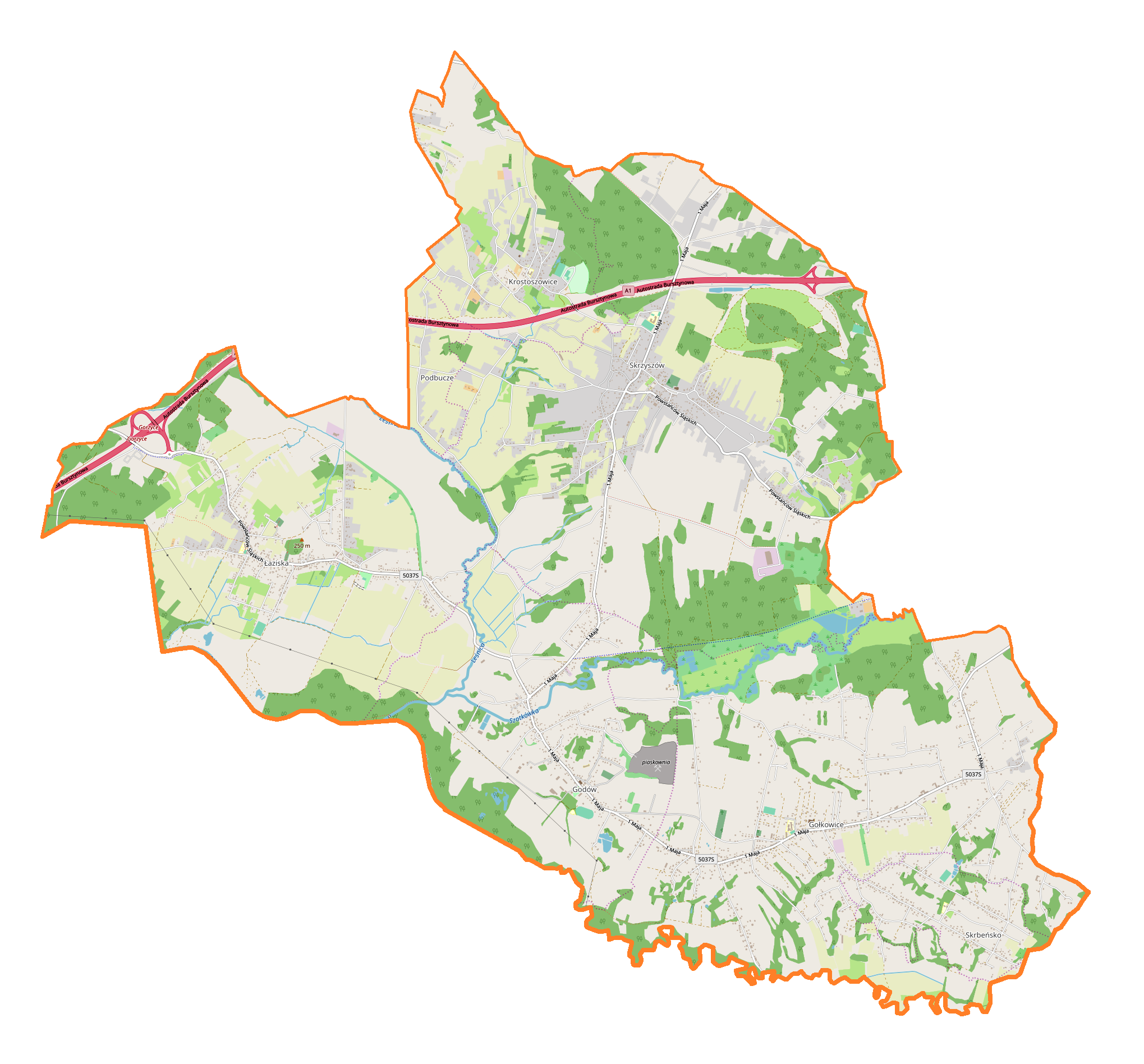
Karte der Gemeinde

Die Gemeinde liegt im Südwesten der Woiwodschaft und grenzt im Süden und Südosten an Tschechien. Nachbargemeinden sind Gorzyce im Westen, die Kreisstadt Wodzisław Śląski (Loslau) im Norden, Mszana im Nordosten und Jastrzębie-Zdrój im Süden. Katowice (Kattowitz) liegt etwa 50 Kilometer nordöstlich.
Die Gemeinde hat eine Fläche von 38 km², von der 69 Prozent land- und acht Prozent forstwirtschaftlich genutzt werden. Zu den Fließgewässern gehören Olsa, Piotrówka, Szotkówka und Lesznica.

## Geschichte
Die Gmina Godów wurde 1973 aus Gromadas wieder gebildet. Von 1975 bis 1998 wurde der Powiat aufgelöst und die Woiwodschaft Katowice (1953–1956 Woiwodschaft Stalinogrodzkie) im Zuschnitt verkleinert. Im Januar 1999 kam die Gemeinde wieder zum Powiat Wodzisławski und zur Woiwodschaft Schlesien.
Die ehemalige Gmina Godów wurde 1954 in Gromadas aufgelöst. Diese kamen im selben Jahr vom ehemaligen Powiat Rybnicki zum Powiat Wodzisławski.

## Gemeindepartnerschaften
- Dolní Lutyně (Tschechien), seit 2003
- Petrovice u Karviné (Tschechien), seit 1995
- Gmina Stare Miasto (Polen), seit 2009
- Petropawliwska Borschtschahiwka (Ukraine), Absichtserklärung 2013
- Gmina Dźwierzuty (Polen), Absichtserklärung 2019
- Mittenwalde (Brandenburg, Deutschland), Zusammenarbeit[3]

## Gliederung
Zur Landgemeinde Godów gehören sieben Dörfer mit einem Schulzenamt (sołectwo; Einwohnerzahlen vom 30. Dezember 2019):
- Godów (Godow), 1886 Einw.
- Gołkowice (Golkowitz), 4008 Einw.
- Krostoszowice (Krostoschowitz), 1039 Einw.
- Łaziska (Lazisk), 1747 Einw.
- Podbucze (Friedrichsthal), 199 Einw.
- Skrbeńsko (Skrbenski), 993 Einw.
- Skrzyszów (Skrzischow), 3691 Einw.

## Verkehr
Die Autobahn A1 führt durch den Norden des Gemeindegebiets. Die Anbindung erfolgt durch Powiatstraßen. – –Bahnanschluss besteht nicht.
Der nächste internationale Flughafen ist Katowice.

## Persönlichkeiten
Ehrenbürger sind Henryk Grzonka, Marian Hudek, Wiesław Hudek, Józef Musioł, Paweł Pyrchała, Krystian Tesarczyk, Zbigniew Wodecki und die hier geborenen:
- Franciszek Pieczka (1928–2022), Schauspieler und Ehrenbürger; geboren in Godów
- Marian Dziędziel (* 1947), Schauspieler und Ehrenbürger; geboren in Gołkowice.[5]